# Питбайк
Питбайк (англ. pitbike < англ. pit «яма; пит-стоп» + англ. bike «байк; мотоцикл; велосипед» (сокр. от англ. bicycle букв. «двухколёсник»)) — разновидность мини-мотоцикла, пригодного для внедорожной (эндуро, мотокросса) или дорожной (например стантрайдинг, супермото) езды в зависимости от комплектации.

## История появления термина
История питбайков прошла эволюцию от обычного велосипеда до полноценного мотокроссового мини-мотоцикла. Такое понятие как «питбайк» появилось впервые в США. Механики, персонал или сами гонщики использовали подручное транспортное средство для перемещения по пит-лэйну или территории трассы во время подготовки к заездам и во время гонки. Чаще всего таким средством оказывался велосипед. Например, были весьма популярны велосипеды Schwinn Sting-Ray, поскольку являлись довольно компактными, но достаточными для того, чтобы на них мог перемещаться взрослый человек. Отсюда и пошло название «питбайк» — то есть буквально «велосипед для технического бокса».
Появление мини-мотоциклов на рынке США в 1950—1960-е годы стало одной из возможностей заменить подручную не быструю велотехнику в пит-боксах на более скоростную. Классические питбайки тех годов отличались примитивной конструкцией, отсутствием подвески и импровизированными тормозами. Как правило, на первых мини-мотоциклах устанавливался двигатель «Бриггс & Стрэттон» (3HP Briggs & Stratton), мощность которого не превышала 5 лошадиных сил.
В середине 1960-х в США появилась Honda Super Cub 50, дорожный городской малокубатурный мотоцикл, с которой и началось всеобщее распространение японской мототехники благодаря высокой надёжности. Её 4-тактный горизонтально расположенный двигатель в настоящее время — основа для большинства современных питбайков.
В 1980-х годах стандартным транспортным средством в автомобильных пит-боксах была Honda NQ50 Spree — легкий и довольно быстрый скутер, имевший двухтактный 50-кубовый двигатель и электростартер. Как и большинство двухтактников модель в итоге не прижилась в связи с большим количеством содержания вредных веществ в отработанных газах, дымностью и шумностью выхлопа.
Для обслуживания кроссовых трасс также использовалась подручная техника. В 1968 году в США появился первый маленький мотоцикл, созданный для передвижения по бездорожью, — Honda Z50 Mini Trail (в Японии первая модификация выпускалась с 1961 года). Небольшой размер этого мотоцикла позволял размещать его в любом трейлере, что было крайне удобно для перевозки его к территории трассы. С тех пор эта, ставшая очень популярной, модель неоднократно обновлялась. Во многих странах она известна как «Monkey Bike» (мотоцикл был настолько мал, что человек, сидя на нём, имел позу с высоко поднятыми коленями, что выглядело немного по-обезьяньи). Модели, выпущенные до 1970 года, без заднего амортизатора, являются на настоящий момент раритетом и высоко оцениваются коллекционерами.
Приобретающие всё большую популярность питбайки стали уже в конце 1960-х годов массово поступать в розничную торговлю. Подходили они и детям, которым хотелось иметь мини-копию «взрослого» мотоцикла.
Наконец, в 1999 году появилась Honda XR-50F/CRF-50F — полноценный мини-мотоцикл, преемник Honda Z50, пригодный для кроссовой трассы. Он также имеет 4-тактный 50-кубовый двигатель.
Таким образом, в настоящее время термин «питбайк» может использоваться в двух значениях: в первоначальном — как «транспортное средство для технических боксов», и в заново сформированном — как «мини-мотоцикл, пригодный для соревнований по внедорожным и дорожным видам мотоциклетного спорта».

## Характеристика питбайков
Основное отличие питбайка от других мотоциклов — двигатель типа Honda Cub с горизонтальным расположением цилиндра и воздушным, воздушно-масляным охлаждением.
Питбайк имеет чаще всего 10-, 12-, 14- и 17-дюймовые колеса. Поскольку мотоцикл конструируют так, чтобы на нём мог ездить и взрослый человек, питбайк имеет соразмерную колёсную базу.
В зависимости от типа колёс, питбайк может применяться как внедорожный и дорожный транспорт (при наличии необходимой регистрации).
Питбайки для начинающих могут иметь полуавтоматическую или автоматическую трансмиссию (как, например, Yamaha PW50).
Питбайки условно можно разделить на две категории: мотоциклы для начинающих и мотоциклы для гонок.
Модели для начинающих — Yamaha TT-R50E, Yamaha TT-R110E, Honda CRF110F, Honda CRF70F, Suzuki DR-Z70, Suzuki DR-Z110, Kawasaki KLX110.
Мотоциклы для гонок обычно собираются на заказ. Спортивные тенденции требуют различных улучшений характеристик для оригинальных японских мотоциклов. Среди предлагаемых мотоциклов, в качестве строительной базы спортивного снаряда, чаще всего выбирают Kawasaki KLX110 или Honda CRF110F.
Питбайки не регистрируются в органах ГИБДД, так как не сертифицированы для передвижения по дорогам общего пользования и не могут иметь ПТС и номерной знак. Для управления питбайком не требуется водительское удостоверение, так как он является спортивным инвентарем. В августе 2025 года в России объявили о планах государственных органов по введению штрафа за использование питбайков на дорогах общего пользования.

## Дисциплины для питбайков
Питбайки официально включены Американской Мотоциклетной Ассоциацией в регламент соревнований по мотокроссу в Америке.
По состоянию на 2012 год в России проводятся только любительские соревнования по минимотокроссу и минимотарду с участием питбайков.
Отдельно во Всероссийский реестр видов спорта (ВРВС) минимотокросс пока не включен и официальной дисциплиной не является. Тем не менее уже несколько лет проводятся соревнования Кубка России по питбайкам в классе минимотард и минимотокросс. В 2015 году Чемпионом России по минимотарду стал петербуржец Макар Юрченко.